# اتسنرایشت
اتسنرایشت (به آلمانی: Etzenricht) یک شهر در آلمان است که در Neustadt an der Waldnaab واقع شده‌است. اتسنرایشت ۱٬۶۳۴ نفر جمعیت دارد.